# Радикальна партія (Франція)
Радикальна партія (фр. Parti radical вимовляється: [paʁti ʁadikal]), офіційно Республіканська, Радикальна і Радикально-соціалістична партія (фр. Parti républicain, radical et radical-socialiste, вимовляється: [paʁti ʁepyblikɛ̃ ʁadikal e ʁadikal sɔsjalist]) — французька центристська, ліберальна та соціал-ліберальна політична партія. Партія має 21 місце із 577 у Національних зборах, 6 місць із 343 у Сенаті та 4 місця із 72 виділених для Франції в Європарламенті (входить до фракції Європейської народної партії).
Заснована в 1901 році як Партія республіканців, радикалів і радикал-соціалістів вона є найстарішою активною політичною партією у Франції. Радикали спочатку були лівою партією, але з появою Французької секції Робітничого Інтернаціоналу (СФІО) в 1905 році, вони посунулись до центру. З тих пір вони більше рухались до правоцентристської політики, ставши одним із засновників партії Союз за французьку демократію (UDF) в 1978 році. У 2002 році вони відійшли від UDF та приєдналися до Союзу за народний рух.
Виходячи з радикальної республіканської традиції, радикальна партія підтримує принципи приватної власності, соціальної справедлівості і секуляризму.

## Історія

### Рух радикалів у XIX сторіччі
Радикальна партія має свої витоки в рядах республіканців у XIX-го століття, які були часто на крайній лівій частині політичного спектру. Її політична філософія знаходилася під сильним впливом масонства, членами якого були найрадикальніші політичні діячі.
У 1843 році під час Липневої монархії радикали групуються навколо Олександра Ледрю-Роллена і Луї Блана. Вони висловилися за демократичні реформи (зокрема, загальне виборче право, свобода преси, право на збори і т. д.) як засіб соціального прогресу. Вони захищали невелику приватну власність, та були проти соціалістичних проектів і великих землевласників.
Радикали взяли важливу роль у революції 1848 року і заснуванні Другої республіки. Протягом декількох місяців, Олександр Ледрю-Роллен був міністром внутрішніх справ у тимчасовому уряді. Тим не менш, консерватори виграли парламентські вибори 1848 року, перші вибори шляхом загального голосування. Репресії у червні 1848 року проти робітничих демонстрацій розчарували лівих прихильників нового режиму. Олександр Ледрю-Роллен отримав тільки 5% голосів у грудні 1848 року на президентських виборах, на яких переміг Луї-Наполеон Бонапарт, який встановив другу Імперію після перевороту 1851 року. Радикали виступили проти режиму Наполеона III та їх лідером у 1868 році став Леон Гамбетта.
Жорж Клемансо був лідером парламентської фракції радикалів з 1881 року і різко критикував колоніальну політику та вимагав підготовки реваншистської війни з Пруссією.
У 1890-х років, Леон Буржуа оновив доктрину радикалів, включивши до неї соціальні реформи, таких як прогресивний прибутковий податок і схеми соціального страхування. Після справи Дрейфуса радикали об'єдналися з іншими республіканцями і деякими соціалістами у кабінеті П'єра Вальдек-Руссо (1899—1902).

### Радикальна партія у період Третьої республіки
У 1901 році було прийнято Закон про право асоціацій і радикали створили свою партію. Партія республіканців, радикалів і радикал-соціалістів була першою великою політичною партією, створеною на національному рівні у Франції, яка контрастувала з попередніми парламентськими групами.
Під час парламентських виборів 1902 року радикали об'єдналися з помірним Демократичним Республіканським Альянсом і з соціалістами у коаліції Лівий блок і стали головною політичною силою. Після відходу міністрів-соціалістів з уряду після Міжнародного соціалістичного конгрес в Амстердамі в 1904 році коаліція розпалася. Тим не менш, радикальна партія залишилася віссю парламентської більшості та уряду. Кабінет на чолі з Жоржем Клемансо (1906—1909) ввів податок на прибуток та пенсію для працівників, але також запам'ятався придушенням промислових страйків.
Для другої половини Третьої республіки (1870—1940), радикали, як правило, представляють антиклерикальних селянських і буржуазних виборців, та як правило, були найбільшою партією в парламенті. Їх лідер до Першої світової війни, Джозеф Кайо, як правило, відоміший своєю пропагандою поліпшення відносин з Німеччиною.
Під час Першої світової війни (1914—1918), радикальна партія була наріжним каменем Священного Союзу і її історичний лідер Жорж Клемансо очолював кабінет з 1917 по 1919 рік. Він мав славу, як «архітектор перемоги», але його стосунки з партією погіршилися і радикали програли парламентські вибори 1919 року.
До кінця першої світової війни радикальна партія, яку став очолювати Едуар Ерріо, була як правило помірною лівоцентристською партією, зіткнулася із зростанням на лівому фланзі соціалістичної Французької секція робітничого Інтернаціоналу (СФІО) і Французької комуністичної партії (ФКП). З цими політичними силами Радикалів об'єднував антиклерикалізм і боротьба за «соціальний прогрес». Але, на відміну від інших лівих партій, Радикали захищали принцип приватної власності. Крім того, радикальна партія зіткнулася із консервативним угрупованнями, які були посилені після Першої світової війни, серед радикалів брали участь в уряді домінували праві політики після виборів 1919 року.
У 1924 році радикали утворили виборчий союз із СФІО: Коаліцію лівих. Вона виграла парламентські вибори 1924 і Едуар Ерріо став головою кабінету. Але тоді радикали почали поступово дрейфувати вправо та перейшли до коаліції «Республіканська концентрація» з консервативніших партій в 1926 році. Через два роки на конгресі в Анже ліве крило партії домоглося виходу радикалів із кабінету і повернення до політики союзу із соціалістами. Едуар Даладьє був обраний лідером партії.
Друга коаліція лівих виграла парламентські вибори 1932, але два її основні учасники не змогли домовитися про спільну програму, і тому СФІО вирішила підтримати другий уряд на чолі з Едуаром Ерріо без участі комуністів. Коаліція розпалася 7 лютого 1934, після організованих напередодні заворушень ультраправих організацій.
В 1936 році перемогу отримав Народний фронт — виборчий альянс соціалістів і комуністів. Було сформовано коаліційний уряд на чолі з лідером соціалістів Леоном Блюмом, в якому радикальні лідери Каміль Шотан і Едуар Даладьє (які очолювали ліве і праве крило Радикальної партії, відповідно) займали важливу роль. Вперше у своїй історії радикальна партія отримала менше голосів, ніж СФІО.
Після відставки другого уряду Блюма у квітні 1938 року, Даладьє сформував новий уряд в коаліції з консервативними партіями. Після підписання 23 серпня 1939 пакта Молотова — Ріббентропа між Німеччиною і Радянським Союзом, Даладьє дотримувався антикомуністичної політики, заборонив діяльність ФКП і партійну газету «Юманіте». Крім того, Даладьє почав проводити дедалі правішу політику, зокрема скасував 40-годинний робочий тиждень, що було найпомітнішим досягненням Народного фронту. Даладьє врешті пішов у відставку у березні 1940 року, але взяв участь в уряді Поля Рейно (правоцентристський Демократичний республіканський альянс) як міністр національної оборони і війни.
Після поразки Битви за Францію, французька армія була розчавленою нацистським бліцкригом і французький уряду оголосив Париж «відкритим містом» 10 червня і вилетів в Бордо. У тому ж місяці, Даладьє втік до Марокко.

### Радикальна партія у період Четвертої республіки
Після війни, радикальна партія була відновлена, і стали однією з важливих партій Четвертої республіки (1946–1958), але  не змогла відновити довоєнні позиції. У перші роки Четвертої республіки партія повернулася до помірної лівої політики під керівництвом П'єра Мендес-Франса, сильного противника французького колоніалізму. Під час його уряду з 1954 по 1955 рік Франції пішла з Індокитаю і підписала угоду про вихід із Тунісу. Мендес-Франс був дуже популярною фігурою. Щоб допомогти відновити Радикальну партію після її дискредитації, він зупинив В'єтнамську війну (1946–1954).
Мендес-Франс сподівався зробити Радикальну партію основною лівоцентристською партією у Франції, скориставшись труднощами СФІО. Консервативніші елементи в партії, на чолі з Едгаром Фором, чинили опір цій політиці, що призвело до відставки уряду Мендес-Франса у 1955 році. Вони розкололи радикальну партію та створили нову правоцентристську партію. Під керівництвом П'єра Мендес-Франса Радикальна партія брала участь у лівоцентристській коаліції Республіканський фронт, яка виграла парламентські вибори 1956 року. До іншого розколу цього разу призвела політика Франції у алжирській війні (1954–1962), та змусила піти Мендес-Франса у відставку з посади лідера партії і партія почала рухатися в чітко консервативному напрямку.
У розпал парламентської нестабільності Шарль де Голль скористався кризою у травні 1958 року, щоб повернутися до влади. Він закликав владу проголосили кінець Четвертої республіки, що за його словами, була дуже слабкою через свій парламентаризм і замінити її на П'яту республіки, гібрид президентсько-парламентської системи спеціально для себе. Радикальна партія підтримала де Голля в цей вирішальний момент, що привело П'єра Мендес-Франса до виходу із партії. Будучи проти проекту конституції де Голля, Мендес-Франс виступає за «ні» на референдумі 28 вересня 1958 року. Однак, нова Конституція була остаточно прийнята і проголошена 4 жовтня 1958.

### Радикальна партія у період П'ятої республіки
Радикальна партія перейшла від підтримки уряду в опозицію в 1959 році де залишалася протягом всіх 1960-х років. У союзі зі СФІО в Федерацію демократичних і соціалістичних лівих, вона підтримує Франсуа Міттерана на президентських виборах 1965 року. Ця федерації пізніше розкололася в 1968 році.
1972 року в Радикальній партії відбувся остаточний розкол між лівим і правим крилом. Перше створило власну партію, існуючу досі під назвою Ліва радикальна партія. Решта радикалів, що протистояли як лівим, так і голлістом, спочатку об'єдналися з християнськими демократами в Реформістський рух і на виборах 1974 підтримали президентську кандидатуру Валері Жискар д'Естена. Союз з християнськими демократами незабаром розпався, а в 1978 році Радикальна партія увійшла до створеного Жискаром д'Естеном Союзу за французьку демократію, у складі якого діяла до 2002 року, після чого перейшла в консервативніший Союз за Народний Рух. У цей час радикали являють собою невелику фракцію у складі Союзу за народний рух, все ще виділяючись серед інших консерваторів своїм антиклерикалізмом.
У Сенаті праві і ліві радикали, незважаючи на приналежність до різних партій, все ще засідають у складі єдиної фракції під назвою «Європейське демократичне і соціальне зібрання» (фр. Rassemblement démocratique et social européen).
Лідер партії Жан-Луї Борлоо був високопоставленим міністром в другому уряді Франсуа Фійона, як міністр екології, енергетики, сталого розвитку та транспорту і державним міністром з 2007 по 2010 роки, коли він вирішив не брати участь у третьому уряді Фійона. Це було вперше з 1974 року, щоб радикали не були представлені в правоцентристському уряді.